# Ashleworth
Ashleworth est une paroisse civile et un village du Gloucestershire, en Angleterre.